# 北川辺こしひかり
北川辺こしひかり（きたかわべこしひかり）は、埼玉県加須市北川辺地域で生産される地域ブランド米。
埼玉県において米の生産・作付面積が第一位である加須市のうち北川辺地域で生産されるコシヒカリのことであり、加須市・騎西町・大利根町との一市三町での合併前の2010年（平成22年）3月5日、北川辺町によって特許庁に商標出願がなされ、合併後の2010年（平成22年）12月3日、商標登録されている。商標の使用認可を受けた者は、『お米のキャラクター・渡良瀬遊水地・北川辺こしひかりの文字』のデザインされた所定のロゴマークを米袋などに添付することができる。

## 概要
北川辺こしひかりは、加須市飯積、伊賀袋、小野袋、柏戸、駒場、栄、本郷、向古河、麦倉、柳生、陽光台の北川辺地域で生産されたコシヒカリにのみ冠することのできるブランド名である。これらの地域は市内を流れる利根川・渡良瀬川・谷田川に囲まれた輪中地帯であり、記録に残っているだけでも1786年から1947年の161年間に81回もの水害に見舞われた洪水の常襲地帯であった。しかし度重なる洪水によってもたらされた肥沃な土壌と豊富な水資源は稲作に適した土壌を形成することとなった。

## 商標の使用基準等
加須市登録商標「北川辺こしひかり」使用取扱要綱によれば、商標の使用基準は、次の各号に掲げる要件のいずれにも該当するものとする。
1. 北川辺地域で収穫されたコシヒカリ100%であること。
2. 農産物検査規格登録検査機関による米穀品位等格付検査において、農産物規格規程（平成13年農林水産省告示第244号）第1の3の(2)のハの(ロ)に規定する2等米以上の品質であること。
3. 販売に際し、農林物資の規格化及び品質表示の適正化に関する法律（昭和25年法律第175号）に基づく表示を行うこと。
4. 年間20精米トン以上販売する者にあっては、米穀取扱事業者として関東農政局へ届出をしていること。

## 流通
北川辺こしひかりはJAほくさいの各直売所や道の駅かぞわたらせで販売されるほか、農家による直接販売が行われている。